# بلیرز (ویرجینیا)
بلیرز، ویرجینیا (انگلیسی: Blairs, Virginia) یک حوزه سرشماری در شهرستان پیتسیلوانیا، ویرجینیا در ایالت ویرجینیا واقع در ایالات متحده آمریکا است و به موجب سرشماری ۲۰۱۰ جمعیت آن ۹۱۶ نفر بوده‌است.

## افراد معروف
ولی برنت  بازیکن حرفه‌ای بیسبال - ملوین تانر مربی برگزیده سال ۲۰۱۸ بسکتبال شد - دن ریور پولکتس